# 파마리서치바이오
파마리서치바이오(영어: PHARMARESEARCH BIO)는 파마리서치의 자회사로 대한민국의 완제 의약품 제조 기업이다.

## 역사
2018년 중에 바이오시밀러/배터 의약품개발 사업부문을 물적분리한 후 신설 법인인 지바이오로직스를 매각하였다. 2024년 보툴리눔톡신 정제기술 국내 특허 등록하고 LG화학과의 보툴리눔 톡신 라이선스 계약을 종료하였다.
2025년 'PN 칼슘 필러' 조성물 특허를 취득하였다.